# Санта-Каталина (остров, Калифорния)
Са́нта-Катали́на (англ. Santa Catalina Island) — скалистый остров в Тихом океане близ побережья Калифорнии. Назван в честь святой Екатерины Александрийской. Расположен в 35 км к юго-юго-западу от Лос-Анджелеса. Длина острова составляет 35 км, ширина — 13 км и площадь — 194,19 км². Наивысшая точка острова — гора Орисаба (639 м). Санта-Каталина входит в состав группы островов Чаннел. Остров административно относится к округу Лос-Анджелес.
Остров Санта-Каталина первоначально был заселён индейцами из племени тонгва, которые называли его Пимугна или Пиму. Первые европейцы, высадившиеся на остров, включили его в состав Испанской империи. Спустя годы остров вошёл в состав Мексики, а позднее — в состав США. За это время остров периодически использовался для контрабанды, охоты на каланов, добычи золота. Предприниматель Уильям Ригли приобрёл остров в 1919 году и в дальнейшем стал развивать его как курорт.
По данным переписи 2010 года, общая численность населения острова составляла 4096 человек, 90 процентов из которых жили в городе Авалон. Второй по численности населения населённый пункт острова — невключённая территория Ту-Харборс на перешейке острова.